# Teoria social da ação
A Teoria Social da Ação (Jescheck, Wessels), também denominada de dupla valoração do dolo e da culpa, visou corrigir as falhas da Teoria Finalista da Ação.
O professor Eberhard Schmidit, discípulo de Liszt, foi o primeiro a buscar uma linha intermediária entre causalismo e finalismo ao dizer que a ação deveria ser vista como "conduta arbitrária para o mundo social externo" e "interessa ao Direito Penal apenas o sentido social da ação" , mas a teoria propriamente dita foi desenvolvida pelos professores Jescheck e Wessels.
Para essa teoria do Direito Penal, a conduta humana é descrita da seguinte forma; ação: comportamento humano socialmente relevante dominado ou dominável pela vontade,
Culpabilidade: adota-se a teoria complexa normativa psicológica da culpabilidade, ou seja, a culpabilidade consiste na reprovabilidade do fato em atenção à desaprovada atitude interna manifestada pelo agente.
Analisa-se se o sujeito produziu um ato socialmente permitido, ou socialmente proibido.
Tem como fundamento a análise de ato em subsunção à aceitação ou reprovação social.
Se o ato for considerado aceito, a conduta é lícita, se não, é uma conduta ilícita. O problema, como se pode notar, é que tal concepção imiscui no conceito de ação a ilicitude,  de tal forma que confunde a valoração da ação com o próprio conceito de ação.
Há discussão sobre a aceitação da teoria que, embora rechaçada, deu debatível contribuição relevante ao direito no tocante ao princípio da adequação social.
Debatível pois não há consenso na doutrina se este princípio se remete à teoria social da ação ou à teoria finalista, pois foi primeiramente proposta por Welzel, criador desta. O que olvidam os autores é que Welzel é um Tesla para o Direito Penal e, após criar a teoria finalista, experienciou os horrores da segunda guerra e revisitou sua própria obra ajustando-a às barbáries que vivenciou. 
Como bem explica o professor Fernando Capez, sobre Welzel: O direito penal não pode ser o direito penal de biblioteca, tem que estar fincado os pés no contexto social, dentro da época e suas influencias. Como está o fato tipico (subsunção + culpa) é desumano, utilitário e pode ser o direito dos nazistas. Em 1943 o ministro da justiça Hans Frank de Hitler condenado à morte em Nuremberg baixou um decreto: mulher alemã que pratica aborto = crime com pena grave, mulheres estrangeiras que praticarem aborto = fato irrelevante para o direito penal. O direito podia tudo, não existia controle prévio, crime é o que a lei diz e não existem estruturas lógico objetivas, logo faço o que quiser e o direito penal é utilitário e não tem vínculo social. Assim Welzel emendou o que é fato típico: subsunção formal + dolo natural ou culpa + relevância social. 
Se o fato não produzir dano socialmente relevante não é típico. 
ex: bigamia, jogar num cassino online... 
não há consenso na doutrina se este princípio se remete à teoria social da ação ou aos trabalhos de WesselNo outro lado do debate diversos outros autores, e.g.: Victor E. R. Gonçalves aduz "a teoria social da ação... sustenta que a conduta não pode ser considerada típica no caso concreto quando socialmente aceita", por outro lado "O princípio da adequação social é endereçado ao legislador para que não considere criminosas condutas socialmente tidas como normais. Em caso de eventual aprovação de lei em desacordo com tal princípio, deverá ela ser declara inconstitucional". O próprio autor, contudo, conclui: "O STF sempre que apreciou o tema, reconheceu que cabe ao legislador decidir se uma conduta é ou não socialmente adequada e, em tais casos, decidiu pela constitucionalidade da norma penal". Neste sentido, entra em contradição: se o princípio é aceito para afastar a tipicidade de certas condutas (furar orelha para brinco, tatuagem, extração de sangue, etc), ele é aplicável à conduta e não ao legislador, mantendo-se o tipo penal ilibado de vício ao mesmo tempo que a conduta perfaz-se atípica.
Assim, não é correto descartar de pronto a importância da referida teoria, dado que importante princípio constitucional implícito remonta a ela.
1. ↑  Elementos Subjetivos do Injusto, Daniela de Freitas Marques, Editora del Rey, 2001
2. ↑  DIREITO PENAL DO TRABALHO, RICARDO ANTONIO ANDREUCCI, Saraiva Educação S.A., 2017
3. ↑  «teoria do crime». youtube. Consultado em 26 de abril de 2020 |nome1= sem |sobrenome1= em Authors list (ajuda)
4. ↑  Rios, Gonçalves, Victor Eduardo (15 de março de 2020). Curso de Direito Penal - Volume 1 - 4ª Edição 2020. [S.l.]: Saraiva Educação S.A.